# 74818 Iten
74818 Iten è un asteroide della fascia principale. Scoperto nel 1999, presenta un'orbita caratterizzata da un semiasse maggiore pari a 2,3794043 au e da un'eccentricità di 0,1434041, inclinata di 8,78799° rispetto all'eclittica.
L'asteroide è dedicato all'astronomo amatoriale svizzero Marco Iten.